# جیم مونتگومری (شناگر)

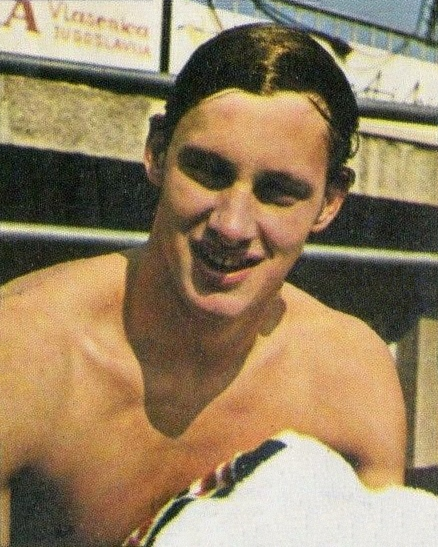
شناگر آمریکایی،دارنده مدال طلای المپیک،قهرمان جهان

جیم مونتگومری (به انگلیسی: Jim Montgomery) (زادهٔ ۲۴ ژانویهٔ ۱۹۵۵) شناگر اهل ایالات متحده آمریکا است.